# Julia von Korsika

Die Kreuzigung der heiligen Julia. Triptychon von Hieronymus Bosch

Julia von Korsika (* in Karthago, heute Tunesien; † um 440 auf Korsika, heute Frankreich) ist eine Märtyrin und Heilige der katholischen und der orthodoxen Kirche. Ihr Gedenktag in der katholischen Kirche ist der 22. Mai, in der orthodoxen Kirche ist es der 16. Juli.
Der Überlieferung zufolge wurde die Christin Julia nach dem Einfall der Vandalen in Tunesien im Jahr 439 als Sklavin an den heidnischen syrischen Kaufmann Eusebius verkauft. Als das Sklavenschiff mit ihr auf Korsika landete, wurde gerade ein heidnisches Fest gefeiert. Julia lehnte die Teilnahme ab, weshalb ihr die Haare vom Kopf gerissen wurden. Sie wurde gefoltert und gekreuzigt. Nach der Legende stieg Julias Seele nach der Kreuzigung in Gestalt einer Taube zum Himmel empor.
Auf der Insel Gorgona im Ligurischen Meer bei Livorno entstand eine Wallfahrt zur Hinrichtungsstätte Julias. Das Wasser einer nahen Quelle wurde von den Pilgern als Heilwasser geschätzt. Im Jahr 763 wurden ihre Reliquien nach Brescia überführt und auch dort von vielen Pilgern verehrt.
Ihr Attribut ist die Taube. Die heilige Julia ist die Patronin der Opfer von Folter, der Insel Korsika und der italienischen Städte Brescia, Bergamo und Livorno.
Die Kirche Ste-Eulalie-et-Ste-Julie d’Elne, Pyrénées-Orientales, Region Languedoc-Roussillon, ist ihr gewidmet.